# Спанієль

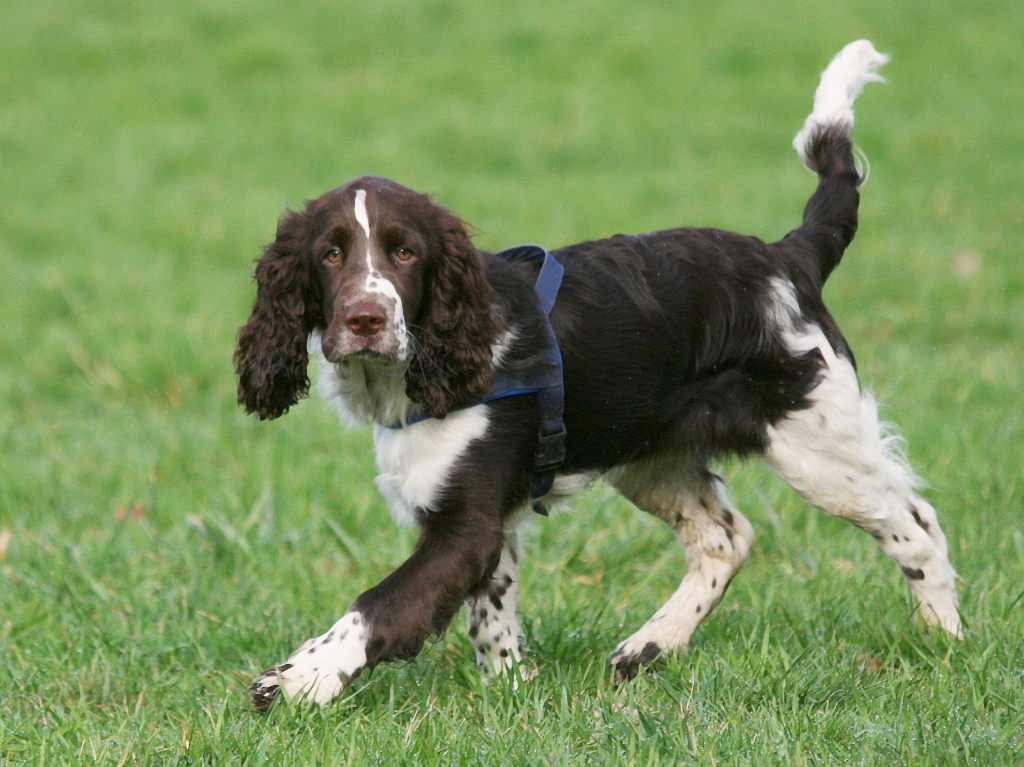
Англійський спринґер спанієль

Спанієль (англ. Spaniel) — група порід мисливських собак. Судячи з назви, собаки типу спанієлів походять з Іспанії, оскільки саме це слово означає «іспанський». Основним призначенням і мисливською спеціалізацією спанієлів було добування пернатої дичини з густих заростей. До кінця 17 століття спанієлі розділилися на тих, які полювали на сухопутну дичину, і на тих, які полювали водоплавну дичину.

## Полювання

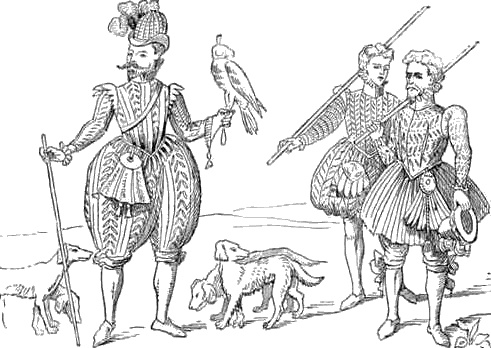
Малюнок 16 століття, що зображає соколине полювання зі спанієлями.

Спанієль, як мисливський собака, не повинен лякатися пострілу. Коли дичина підстрілена, він повинен знайти й принести її, по можливості не пошкодивши. Зрозуміло, спанієль повинен володіти хорошим нюхом. В основному зі спанієлем полюють на лісову дичину, але їх можна використовувати й для добування водоплавної дичини, а також дрібних ссавців.
Міжнародна Кінологічна Федерація (МКФ) ділить породи спанієлів на дві групи: континентальні та британо-американські. Континентальних спанієлів МКФ включає в групу порід лягавих (7-а група МКФ, секція 1.2). Це зроблено тому, що континентальні спанієлі роблять на дичину стійку і таким чином за стилем роботи наближаються до лягавих. У континентальну групу включені породи: французький спанієль (англ. French spaniel), бретонський спанієль (англ. Brittany spaniel), понт-аудермейський спанієль (англ. Pont-audemer spaniel) та інші. Також спанієлі включені в 8-у групу МКФ (ретривери, собаки по водоплавній дичині та водяні собаки).